# Černý kašel
Černý kašel (lat. pertussis) je vysoce infekční bakteriální onemocnění. Nemoc je kritická zejména pro kojence (kde může skončit až smrtí), většina starších dětí a dospělých se plně zotaví.
Jedním z téměř typických projevů nemoci je silný a dlouhodobý kašel, podle kterého vznikly i variantní nebo lidové názvy nemoci: těžký kašel, dávivý kašel, zajíkavý kašel, stodenní kašel, kašel sta dnů. Někdejší vysoká smrtnost dala vzniknout názvu zádušní kašel, z východních zemí pronikl název oslovskij kašel, v medicíně se běžně používá počeštělý latinský název pertuse nebo pertusse, vzácněji též kokafrén.
Nemoc se přenáší kapénkovou infekcí. Vzhledem k obtížné diagnostice mnohé případy nejsou rozpoznány, dochází tedy k tzv. podhlášenosti onemocnění. Až 90 % všech případů černého kašle je hlášeno z rozvojových zemí, zejména od roku 2023 ale roste jeho výskyt i v České republice. Očkování proti této nemoci je součástí očkovacího scénáře.

## Historie

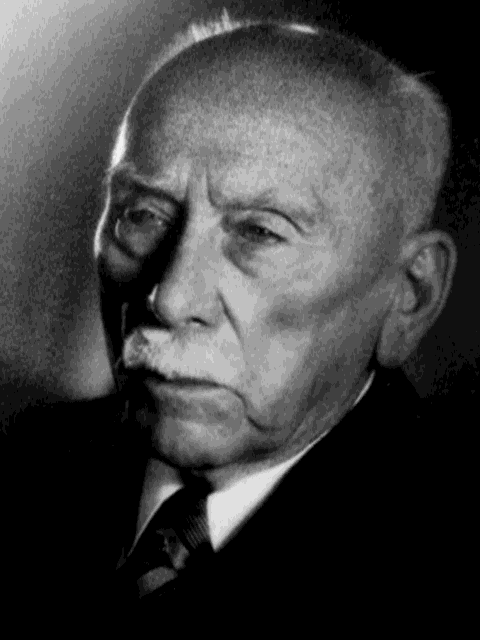
Jules Bordet.

Černý kašel je relativně nově rozpoznané onemocnění: jako první ho popsal francouzský lékař Guillaume de Baillou po epidemii v roce 1578. Samotného původce onemocnění izolovali a společně identifikovali Jules Bordet a jeho švagr Octave Gengou až v roce 1906. Tato bakterie pak byla pojmenována jako Bordetella pertussis.
Jde o jednu z nemocí, která může postihnout i jiný živočišný druh. Někteří primáti jsou schopni onemocnět černým kašlem, pokud jsou vystaveni malým očkovacím dávkám. Jsou však známy i případy černého kašle mezi divokými gorilami.
Pertuse může být zaměněna za podobné, ale výrazně lehčí onemocnění parapertussis, které však mívá lehčí a kratší průběh. Je vyvolané bakterií Bordetella parapertussis.

## Příznaky a léčba

Případy úmrtí na černý kašel na milion obyvatel v roce 2012

Nemoc se projevuje jako velmi silný, dráždivý kašel, který může být až dávivý a při nadechování může znít jako kokrhání kohouta. Osoba může kašlat tak silně, že se pozvrací nebo si zlomí žebra. Zuřivé kašlání může způsobit prasknutí pleurální dutiny a tím vést k pneumotoraxu. U některých typů onemocnění je typické vykašlávání hlenu. 
Onemocnění se indikuje podle příznaků kašle, teploty nebo podle kultivace vykašlaného hlenu (resp. výtěru z nosohltanu), pokud je obsažena bakterie Bordetella pertussis. Neléčená nemoc může v organismu trvat až tři měsíce – odtud také pochází lidové označení stodenní kašel.
Pro léčení tohoto onemocnění se používají širokospektrální antibiotika. 

## Očkování
První účinnou vakcínu proti onemocnění vynalezla, s podporou Emory University, lékařka Leila Denmark v letech 1932–1935. Za svůj objev získala v roce 1935 ocenění Fisher Prize.
Vakcíny byly tehdy výhradně celulární (celobuněčné) – obsahovaly celé umrtvené bakterie Bordetella pertussis, vůči kterým si očkovaný organismus rychle vyvinul imunitní reakci. Výhodou takové vakcíny byl fakt, že obsahovala mj. buněčné stěny bakterie a imunitu pak poskytovala po desítky let, ne-li celoživotně. Již na sliznici se totiž vytvořily specifické paměťové buňky, které v případě pozdějšího kontaktu s bakterií okamžitě vyvolaly imunitní odpověď. Vakcíny byly obecně dobře snášeny, některé šarže vakcín však v 70. letech měly nepříjemné vedlejší účinky kvůli silnější reakci organismu na volný bakteriální endotoxin, který byl logickou součástí vakcíny.
V roce 1973 ve Spojeném království dvě matky, Rosemary Fox a Rene Lennon, vyvolaly rozruch tvrzením, že jejich děti mají poškozený mozek kvůli očkování proti černému kašli. Následně několik lékařů z nemocnice Great Ormond Street publikovalo článek, podle kterého taková příčinná spojitost existuje. V prostředí, kde ještě doznívala konterganová aféra ze 60. let, vypukly mediální hysterie a několik soudních pří, následkem kterých se ve Spojeném království proočkovanost novorozenců ze 78,5 % v roce 1971 propadla na 37 % v roce 1974. Následek byl logický: v zimě 1978/79 postihla zemi nejhorší epidemie černého kašle od zavedení očkování v roce 1957 (téměř 70 tisíc případů). Souvislost poškození dětského mozku s vakcínou proti černému kašli se přitom nikdy neprokázala. Obdobnou hysterii zažilo i Japonsko, kde kvůli dvěma (neprokázaným) úmrtím na vakcínu v roce 1975 vláda zrušila očkování dětí – a v roce 1979 bylo hlášeno 13 000 nemocných a 40 zemřelých na černý kašel.
Ve snaze omezit v bakteriích produkci endotoxinu, který stál za vedlejšími účinky, se od konce 70. let postupně změnily kultivační podmínky pro laboratorní množení bakterií, používaných jako základ vakcíny – nově kultivované bakterie s jiným složením antigenů však (zřejmě nevratně) snížily účinnost vyráběné celobuněčné vakcíny u výrobců po celém světě. Zejména západní farmaceutické firmy zároveň vyvíjely acelulární (bezbuněčné) vakcíny, obsahující pouze části bílkovinných výtažků z bakterie, a ty přišly na trh na přelomu 80. a 90. let XX. století. Staly se oblíbenými díky tomu, že prakticky nemají vedlejší účinky a jsou výborně snášeny i u kojenců; v červnu 2003 bylo po světě k dispozici 24 různých typů těchto vakcín.
Ale s odstupem desítek let se zjistilo, že imunita po bezbuněčné vakcíně je výrazně kratší než po celobuněčné, a že navíc podáním "posilující" dávky v cca 5 až 11 letech věku dítěte se imunita paradoxně ještě výrazně zkrátí: jen na dobu 1 až 2 let. Pak téměř vymizí.
Mediální a právní tahanice tak způsobily, že se po celém světě snížila účinnost do té doby dobře fungujícího očkování. Již v roce 2010 tak byly indikovány v Austrálii a v Kalifornii první novodobé epidemie, v roce 2012 pak prošel černý kašel přes téměř celé Spojené státy americké a od té doby se také opakovaně projevuje ve státech Západní Evropy, zejména v Nizozemsku s jeho širokou komunitou odmítačů očkování.
Očkování již proto není celoživotní ochranou, člověka ochrání zhruba po dobu 4 až 12 let, a je proto doporučené ho opakovat po cca 10 až 15 letech zejména u osob s trvalými dýchacími obtížemi, včetně astmatu a chronické obstrukční plicní nemoci. Je doporučené očkovat i nastávající matky mezi 27. až 36. týdnem těhotenství, protože účinné protilátky se skrz placentu a později přes mateřské mléko dostanou až do organismu dítěte a vakcína tak po dostatečně dlouhou dobu chrání nejen matku, ale i novorozence. V každém případě je však nutné očkování konzultovat s lékařem.
V České republice je očkování proti černému kašli pro děti povinné a celoplošné od roku 1958 a významně přispělo k omezení výskytu nemoci. Acelulární vakcína V současnosti (2024) se používá:
- hexavakcína (záškrt, tetanus, černý kašel, žloutenka typu B, dětská obrna, hemofilové infekce), která se podává ve dvou dávkách mezi 9. až 52. týdnem života dítěte a třetí dávka mezi 11. až 13. měsícem věku; u nedonošených dětí může být aplikována i čtvrtá dávka.[4] Dostupná je například jako Infanrix Hexa od firmy GlaxoSmithKline nebo jako Hexacima od společnosti Sanofi Pasteur, přičemž obě obsahují pouze acelulární vakcínu.
- trivakcína (neplést s MMR vakcínou), chránící proti černému kašli, záškrtu a tetanu. Je součástí přeočkování mezi 5. až 6. rokem a následně ještě v 10. až 11. roce věku dítěte.[4]

V některých zoo se praktikuje také očkování primátů proti tomuto onemocnění.

## Černý kašel na území Česka
Černý kašel se na českém území, před vynálezem očkování a antibiotik, vyskytoval ve velkých epidemiích se stovkami až tisíci mrtvých ročně. Patrně nejsilnější poválečná epidemie černého kašle na území dnešního Česka nastala v roce 1956, kdy bylo zaznamenáno 49 144 případů onemocnění. Československý Ústav sér a očkovacích látek vyvinul v 50. letech pod vedením Jana Pekárka jednu ze světově nejlepších celobuněčných vakcín proti černému kašli, která měla minimum vedlejších účinků a přitom vykazovala prakticky stoprocentní imunizační schopnost. V roce 1958 tak bylo zavedeno povinné očkování na celém území republiky a počet indikovaných nemocných i úmrtí začal rychle klesat, v následujících letech se propadl počet nákaz na tisícinu a od 70. do 90. let bylo zaznamenáváno pod 50 případů ročně. Absolutní minimum, s pouhými 5 evidovanými případy, bylo v roce 1989. Od této doby se černý kašel vrací ve 2letých až 5letých cyklech v různé síle, což souvisí s výše zmíněným používáním nebuněčných vakcín.
Výrazný počet nemocných byl zaznamenán už v roce 2014, a to přes 2500 případů za celý rok. V roce 2022 bylo zaznamenáno opět relativní minimum, a to 96 případů onemocnění,  ovšem v roce 2023 jich začalo razantně přibývat: předběžná data v říjnu uváděla 494 případů, celoroční součet potom činil 880 případů.
Vinu na zvýšeném počtu nákaz nese především klesající imunita proti nemoci v populaci. Někteří rodiče také odmítají nechat očkovat (resp. přeočkovat) své děti – posilující dávky v cca 5 a 10 letech věku totiž chybí asi desetině všech nemocných, přitom právě z věkové skupiny 5 až 20 let pochází více než polovina nemocných (byť v ní je nejpostiženější kategorie 15 až 20 let věku). Nelze vyloučit ani vliv imigrace, zejména po vypuknutí bojů na Ukrajině: během jednoho roku do Česka přišlo z Ukrajiny více než půl milionu lidí se statusem válečného uprchlíka, ale u řady z nich chybělo základní očkování, které je však v Česku standardem (spalničky, zarděnky, příušnice, záškrt, tetanus, černý kašel, tuberkulóza).
Rok 2024 může být označen za pertusový rok, kdy nákaza dále eskalovala:
- Od Nového roku do poloviny února bylo hlášeno přes 600 nových případů nemoci.[21]
- Počátkem března 2024 bylo hlášeno 1666 případů,[22] přičemž třetinu z nich tvořily osoby ve věku 11 až 19 let.[23][24]
- Počátkem dubna 2024 bylo hlášeno více než 6000 případů.[17] Během pouhých dvou měsíců tak počet nákaz od začátku roku překonal celkový počet nákaz ve čtyřech předchozích letech.[13]
- Počátkem května 2024 bylo hlášeno přes 12 tisíc případů,[25] v polovině května pak přes 13,5 tisíce případů.[26]
- Na konci září 2024 bylo hlášeno přes 32 tisíc případů.[27]
- K 3. listopadu 2024 bylo hlášeno 34 423 případů.[28]

Skutečný počet nákaz je však mnohem vyšší: dospělý člověk prodělá nemoc i několikrát za život, aniž by o ní věděl, protože ji už dobře snáší a nemusí mít ani žádné významné příznaky, popřípadě ji považuje jen za obyčejné nachlazení. Po celou dobu je samozřejmě infekční. Cílené vyšetření je proto doporučováno každému, koho trápí dlouhodobý kašel zhoršující se v noci.

### Úmrtí
Od roku 1945 do roku 1959 zemřelo v souvislosti s černým kašlem celkem 2638 osob, po očkování došlo k poklesu o dva řády a v letech 1960–1983 tak zemřelo na černý kašel 21 lidí. V letech 1984–2004 na českém území nezemřel na černý kašel nikdo.
V letech 2005, 2007, 2008, 2009 a 2016 zemřelo po jednom dítěti, nakaženém z okruhu rodiny – vždy šlo o neočkované kojence do jednoho roku věku. Vinu na tom nese mj. odmítání očkování ze strany některých rodičů.
V letech 2006, 2010–2013, 2015, 2017, 2019–2020 a 2022 nezemřel na černý kašel nikdo.
V letech 2014, 2018 a 2023 zemřelo po jednom člověku ve věku 75 let a více, v roce 2021 dva lidé ve věku 65 let a více. Pět úmrtí, z toho čtyři senioři a jeden kojenec, bylo hlášeno od ledna do května 2024, pozdější údaj z počátku října 2024 hovoří o jedenácti úmrtích, do počátku listopadu v souvislosti s černým kašlem zemřelo deset seniorů a dvě malé děti.